# Юннікова Наталія Олександрівна
Наталія Олександрівна Юннікова (25 лютого 1980, Липецьк, РСФРР, СРСР — 26 вересня 2017, Москва, Росія) — російська актриса, телеведуча.

## Біографія
Наталія Юннікова народилася 25 лютого 1980 року у Липецьку. Батько — Олександр Петрович Юнніков, працював у липецькому обкомі, пізніше зайнявся бізнесом. Мати — Людмила Миколаївна Юннікова, інженер.
Мала молодшу сестру Наталю. У шкільні роки займалася музикою. З ранніх років мріяла про акторську професію.

## Навчання
Після закінчення школи 1997 року вона разом із мамою приїхала до Москви вступати до театрального училища. Вступила відразу о третій - ГІТІС, Інститут імені Бориса Щукіна та Вища театральна училища імені Михайла Щепкіна. Вибрала останнє. 
2001 року закінчила Вищий театральний інститут імені М.С. Щепкіна, курс Володимира Сафронова. Однак після закінчення училища за професією працювати не стала - вийшовши заміж, поїхала разом із чоловіком до Ізраїлю. Там вона освоїла професію телеведучої – працювала у Тель-Авіві на телебаченні, вела розважальну програму. 

## Кар'єра
З 2001 по 2006 рік - ведуча популярних розважальних передач на каналі «Ізраїль Плюс» (9 канал), сценарист програми «Червоні вітрила», співавтор програми «Недитячі забави». 
З 2003 по 2006 рік працювала у сфері постпродакшн з великими ізраїльськими рекламними компаніями. Також знімалася у рекламі. Протягом двох років була обличчям великої косметичної мережі. Також в Ізраїлі займалася дублюванням фільмів.
2006 року повернулася на Батьківщину. Причиною повернення вона називала війну, що почалася там, хоча в той же час додавала, що не може здатися в Ізраїлі через величезні борги, що залишилися в тій країні перед банками. 
Проте, не знайшовши роботи, поїхала до Києва, де її взяли телеведучою на український центральний телеканал «Інтер».

## Фільмографія
- 2007 «Диверсант. Кінець війни», епізод ;
- 2007 «Особисте життя доктора Селіванової

Людмила Дроздова», пацієнтка (серія "Домобуд");
- 2007 «Павутина», Катя Туманова (Фільми 1, 2);
- 2007-2008 «Повернення Мухтара-4», Василіса Михайлова (24-80 серії);
- 2007-2008 «Тетянин день», Поліна, колишня дружина Сергія;
- 2008 «Єрмолови», Олена Делагард;
- 2008 «Павутина-2», Катя, дружина Віктора Сафонова, колишня дружина Туманова (Фільми 1, 3);
- 2009 «Вогні великого міста», Римма, офіціантка у клубі;
- 2009-2010 «Повернення Мухтара-5», Василіса Михайлова;
- 2010 «Повернення Мухтара-6», Василіса Михайлова;
- 2011-2012 «Повернення Мухтара-7», Василіса Михайлова;
- 2012-2013 «Повернення Мухтара-8», Василіса Михайлова;
- 2013 «Райський куточок», Лора;
- 2014 «Повернення Мухтара-9», Василіса Михайлова (27 серія);
- 2014 «І в горі, і в радості», Настя;
- 2015 «Кухня», Гіпнотизер (5 сезон).

## Особисте життя
У студентські роки Наталю було зґвалтовано випускником режисерського факультету, що, за її словами, наклало відбиток на все її життя. "Треба було йти в міліцію, але жах сковував мене від однієї думки, що доведеться обговорювати те, що трапилося з сторонніми. Я все розповіла хлопцям. Вони з ним «поговорили», налякали. І він відлип. Але за великим рахунком ця людина за те, що зробив зі мною, ніяк не заплатив, не був покараний. Живе собі приспівуючи, став затребуваним режисером, багато знімає. А я ж могла зламати йому життя, як він зламав моє", - зізнавалася Юннікова.
Була одружена з режисером Антоном Федотовим, який був її однокурсником. Одразу після закінчення училища у 2001 році вони одружилися.
Вона згадувала: "Закохалася без пам'яті, заради нього готова була на все. Після закінчення театрального у 2001-му ми розписалися, грошей не було навіть на весільні вбрання. Своїм батькам я сказала про одруження лише через півроку. Ти мені не дочка, ти нас обдурила! Мама згодом упокорилася. А з батьком не спілкуємося і досі".
Батьки чоловіка тоді емігрували до Ізраїлю та покликали їх у гості. А вийшло, що вони лишилися там на 5 років.
В Ізраїлі у пари народився син Ролан. За словами Наталії, пологи були важкими, їй робили кесарів розтин. 
Сімейне життя не ладналося. Наталя постійно працювала (навіть відразу після важких пологів змушена була виходити на озвучку фільму), а чоловік нічим не займався. "Він вічно скаржився, що втомлюється, постійно хворів... Коли з'явився Ролан, чоловік пішов до іншої кімнати спати, сказав, що не може витерпіти дитячого крику. Напевно, саме в той момент щось клацнуло всередині, моя велика любов до цього чоловікові стала поступово слабшати", - ділилася актриса.
У 2006 році почалася ліванська війна (відбулося збройне зіткнення між Ізраїлем та шиїтським угрупуванням «Хезболла»), перебувати в Тель-Авіві стало небезпечно і Наталя повернулася до Росії.
Пізніше приїхав чоловік. За словами Наталії, через дружину вона опинилася в боргах перед ізраїльськими банками: "Антон ще залишався в Ізраїлі, я просила його дочекатися отримання зарплати, щоб розплатитися з боргами перед тамтешніми банками. І уявляєте, через три дні він приїхав за мною, не те, що не вирішив ситуацію з боргами, так ще на гроші, що залишилися, накупив собі одягу… Я була в шоці… Зараз у мене величезний борг перед ізраїльськими банками, я не можу звозити сина на його історичну батьківщину. на мене чекає в'язниця".
Вже на батьківщині сімейне життя розвалилося остаточно: Наталя помітила, що вдома пропадають гроші. Потім дізналася, що чоловік захопився грою, багато програвав. І в 2008 році вона вирішила з ним розлучитися.
Після розлучення актриса мала романи. Але до весілля так і не дійшло. Федотов одружився повторно, у новій сім'ї також народилася дитина.

## Хвороба та смерть
У жовтні 2016 року актриса була відправлена до клініки через різке нездужання. Їй стало погано, викликали швидку і її було терміново доставлено до хірургічного відділення однієї з лікарень Москви.
У вересні 2017 року стало відомо, що актриса екстрено госпіталізована та поміщена в кому.
За одними даними, інцидент з Наталією стався під час їжі - нібито вона вдарилася головою, через що знепритомніла. Після того, що сталося, медики помістили знаменитість у відділення реанімації однієї з лікарень Москви. У артистки стався великий крововилив у мозок, через що лікарям довелося ввести її в штучну кому.
В той же час колишній чоловік Наталії Антон Федотов висловлював думку, що Юннікова мала інсульт.
26 вересня не приходячи до тями Наталія Юннікова померла у віці 37 років.